# 凱里黃平機場
凱里黃平机场是中國貴州省黔東南州凱里市一個4C級民用的機場，位於黃平縣東坡農場，距黃平縣城東北12公里、凱里市54公里。2010年12月28日動工興建。
項目總投資8.7億元人民幣。飛行區指標爲4C，主要建設項目包括一條2600米x45米的跑道，3500平方米的航站樓，3個機位的站坪。預測客貨吞吐量為2015年14萬人次，2020年20萬人次、飛機起降量2720架次、貨郵吞吐量700噸。 2013年10月2日，凯里黄平机场正式通航。

## 航空公司与航点
2025年夏秋航季（3月30日至10月25日）
| 航空公司     | 目的地 |
| ------------ | ------ |
| 多彩贵州航空 | 兴义   |

## 注脚
1. ↑  中央人民廣播電台，《贵州凯里黄平民用机场奠基仪式》，2010年12月29日。
2. ↑  鲍光翔. . 中国新闻网. 2013-10-02  [2013-10-03]. （原始内容存档于2013-10-03）.